# Menuet in G
Menuet in G-majeur is een muziekstuk van de componist Christian Petzold. Het werd een tijdlang toegeschreven aan Johann Sebastian Bach (BWV Anh. 114). Het bestaat uit 32 maten in G-majeur, de maten 20 tot 23 zijn in D-majeur.

## Herkomst
Het stuk stond als compositie no.4 in het Klavierbüchlein für Anna Magdalena Bach daterende van 1725 en werd lang toegeschreven aan de Duitse componist Johann Sebastian Bach, tot in 1979 werd vastgesteld dat het afkomstig is uit een klavecimbelsuite van Christian Petzold.

## Gebruik
- De Amerikaanse meidengroep The Toys hadden in 1965 een hit met A Lover's Concerto, een bewerking van de menuet in G.
- De Efteling gebruikt de muziek voor de muzikale paddenstoelen in het Sprookjesbos.
- Het werd in de leader in het Ketnet-televisieprogramma Sprookjes gebruikt.
- Metallica-bassist Cliff Burton gebruikte het stuk ter inspiratie voor het intro op het nummer Fight Fire With Fire (van het album Ride the Lightning).